# Langansböle
Langansböle är en tätort i Raseborgs stad (kommun) i landskapet Nyland i Finland. Vid tätortsavgränsningen den 31 december 2021 hade Langansböle 824 invånare och omfattade en landareal av 2,56 kvadratkilometer.
Orten ligger intill Dragsvik, cirka 5 kilometer nordost om Ekenäs. Bostadsområdet har daghem och bollplan. Langansböle har också en badstrand.